# Probreviceps macrodactylus
Probreviceps macrodactylus és una espècie de granota de la família Microhylidae que viu a Tanzània.
Està amenaçada d'extinció per la pèrdua del seu hàbitat natural.